# Електроенергетика Сербії
«Електроенергетика Сербії» (скор. ЕЕС) (серб. Elektroprivreda Srbije (EPS)) — державна компанія з виробництва електроенергії з головним офісом в столиці Сербії Белграді. Організація заснована 1991 року та нараховує понад 31500 співробітників і є найбільшим підприємством країни.
Встановлена виробнича потужність складає 8,359 МВт з річним виробництвом електроенергії 37,04 ТВт.[1] Встановлена потужність ТЕС, що працюють на бурому вугілля — 5, 171 МВт, на газі та рідких горючих матеріалах (ТЕЦ) — 353 МВт, ГЕС — 2,835 МВт. В експлуатації компанії також є три електростанції загальною потужністю 461 МВт, що не є її власністю.
ЕЕС також є найбільшим виробником бурого вугілля в Сербії, зокрема в Колубарському та Костулацькому басейнах, видобуваючи близько 37 мільйонів тонн на рік.
Загальна річна потужність цих двох електростанцій складає 1,029 МВт.

## Історія
1870 року в Сербії почала розвиватися вугільна промисловість, а через чотирнадцять років у військовій частині Крагуєваца з'явилося перше в країні електричне освітлення. А 6 жовтня 1893 року запрацювала перша сербська електростанція.
1900 року запрацювала перша гідроелектростанція «Pod gradom» в місті Ужице на річці Джетіня, що працює й донині. Перша лінія електропередач змінного струму від гідроелектростанції «Vučje» до Лесковаца, довжиною 17 кілометрів була побудована через три роки. 1909 року почали будувати ще дві ГЕС — «Gamzigrad» в Заєграді та «Sveta Petka» в Ніші. Через два роки також запустили електростанцію на річці Моравіці в місті Іваніца.
1933 року в Белграді було споруджено електростанції «Snaga» та «Svetlost», що стали одним з найбільших того часу на Балканському півострові.
Для управління наявними потужностями 1945 року створено організацію під назвою «Сербська електрична компанія». В період з 1947 року по 1950 рік ГЕС «Sokolovica» та електростанції «Mali Kostolac» та «Veliki Kostolac» були першими енергооб'єктами збудованими після Другої світової війни.
1952 року почалося підземна розробка родовищ вугілля в Колубарі. Через чотири роки почала роботу вугільна енергокомпанія «RB Kolubara», а роком раніше ГЕС «Vlasina» та «Zvornik» були під'єднані до силової мережі. Протягом семи років (1960—1967 рр.) збудували також ГЕС «Bistrica», «Kokin Brod» and «Potpeć».
1964 року почала свою роботу вугільна електростанція «Bajina Bašta», а роком пізніше створено «Об'єднання електроенергетики Сербії». Через п'ять років, запущено два найбільші виробники електроенергії в Сербії — ГЕС «Đerdap I» та вугільна електростанція «TENT». 1982 року стала до роботи ГАЕС «Bajina Bašta», а 1990 року — ГЕС «Pirot». 1991 року відбулася реорганізація енергокомпанії й вона змінила назву на «Електроенергетика Сербії».
1999 року, під час бомбардування військами НАТО Югославії, багато електростанцій було серйозно пошкоджено, а після відокремлення Косово 1 липня 1999 року, компанія втратила доступ до вугільних родовищ та електростанцій, зокрема електростанції Косово А та Косово В.
В повоєнний період компанія стала членом об'єднаної європейської системи UCTE. З 2005 року від компанії відокремилися електропередавальні мережі, які згодом стали окремою компанією «Електромережа Сербії».
З 2007 року "Електроенергетика Сербії"підготувала план будівництва нових електростанцій та розширення існуючих підприємств з метою збільшення обсягів для забезпечення зростаючого попиту споживачів.
До 1 січня 2013 року ЕЕС був монополістом на ринку електроенергії, поки він не був відкритий для інших компаній. Є сподівання про його лібералізацію в найближчі роки.

## Ринок та фінансові дані
У 2011 році загальні активи та капітал компанії збільшилися на 100 відсотків.
За даними річного звіту 2012 року сукупні активи компанії зменшилися з 12049 мільярдів євро до 9446 мільярдів євро, власний капітал компанії — з 8909 мільярдів євро до 6867 мільярдів євро, від'ємний прибуток склав 108,51 мільйона євро. 2013 року організації вдалося за останні шість років отримати чистого прибутку в розмірі 16,723 мільйона євро.